# 横浜町立横浜小学校
横浜町立横浜小学校（よこはまちょうりつ よこはましょうがっこう）は、青森県上北郡横浜町林ノ後にある公立小学校。主な進学先は、横浜中学校。

## 概要
- 当校は、横浜町唯一の小学校であり、横浜町内全域が学区となっている。

## 沿革
- 1874年（明治7年）8月 - 横浜小学として設置。当時は、下級小学4年、上級小学4年の「四・四制」だった。
- 1875年（明治8年）8月28日 - 西福寺を教場として、授業開始。
- 1880年（明治13年）11月 - 現在の町役場の位置に校舎が新築移転。
- 1881年（明治14年）
  - 4月 - 有畑分教場が設置され、有畑・浜田・鶏沢・大豆田を通学区域とした。
  - 日付不明 - 横浜小学校と改称。
- 1887年（明治20年） - 有畑分教場が、有畑尋常小学校として独立。
- 1888年（明治21年） - 横浜尋常小学校と改称。
- 1892年（明治25年）4月 - 高等科を併置し、横浜尋常高等小学校と改称。
- 1901年（明治34年）4月 - 百目木分教場が設置され、百目木・吹越・牛ノ沢を通学区域とした。
- 1902年（明治35年）4月 - 校舎が寺下61番地に移転。
- 1928年（昭和3年）
  - 8月 - 校舎新築移転。校旗樹立、校章制定。
  - 日付不明 - 百目木分教場改築。
- 1941年（昭和16年）4月1日 - 国民学校令により、横浜国民学校と改称。
- 1947年（昭和22年）4月1日 - 学校教育法施行により、横浜村立横浜小学校と改称。同日、新設の横浜中学校を併置。
- 1948年（昭和23年）4月 - 豊栄平分校が設置され、豊栄平・善知鳥・第一明神平を通学区域とした。また、百目木分教場が、百目木小学校として独立。
- 1950年（昭和25年）4月 - 豊栄平分教場が、豊栄平小学校として独立。
- 1954年（昭和29年）
  - 9月 - 給食室が新築され、給食開始。
  - 11月 - 校歌制定。
- 1955年（昭和30年）11月3日 - 創立80周年記念式典挙行。
- 1958年（昭和33年）4月1日 - 横浜村の町制施行により、横浜町立横浜小学校と改称。
- 1959年（昭和34年） - 簡易水道が完備された。
- 1964年（昭和39年）4月1日 - 特殊学級開級。
- 1965年（昭和40年） 
  - 日付不明- 放送機が設置された。
  - 5月 - 新校舎第一期工事（3階建）が完成。
  - 8月 - 新校舎第二期工事が完成し、移転。
- 1966年（昭和41年）12月20日 - 創立90周年記念式典挙行。
- 1975年（昭和50年）4月27日 - 創立百周年記念式典挙行。
- 1996年（平成8年）5月 - 創立120周年記念式典挙行[1]。
- 2015年（平成27年）12月 - 校舎・体育館新築工事[2]。
- 2016年（平成28年）4月1日 - 有畑・大豆田・南部の各小学校を統合。同日、新校舎完成[3]。

## 周辺
- 国道279号
- 青森県道179号泊陸奥横浜停車場線
- 道の駅よこはま

## アクセス
- JR大湊線陸奥横浜駅から、徒歩約870m・約9分（直線距離は近いが、道路の関係で遠回りとなる）。
- 下北交通
  - 「横浜」バス停から、徒歩約925m・約15分。
  - 「横浜新町」バス停から、徒歩約955m・約15分。
- 横浜町役場から、車で約850m・約2分。

## 参考資料
- 『横浜町郷土史年表』（横浜町役場総務企画課・1982年12月20日発行）「明治以後編」103頁～180頁
- 『青森県教育史 別巻』（青森県教育委員会・1973年12月20日発行）「学校沿革 小学校」815頁「横浜小学校」